# Grenze zwischen Albanien und dem Kosovo

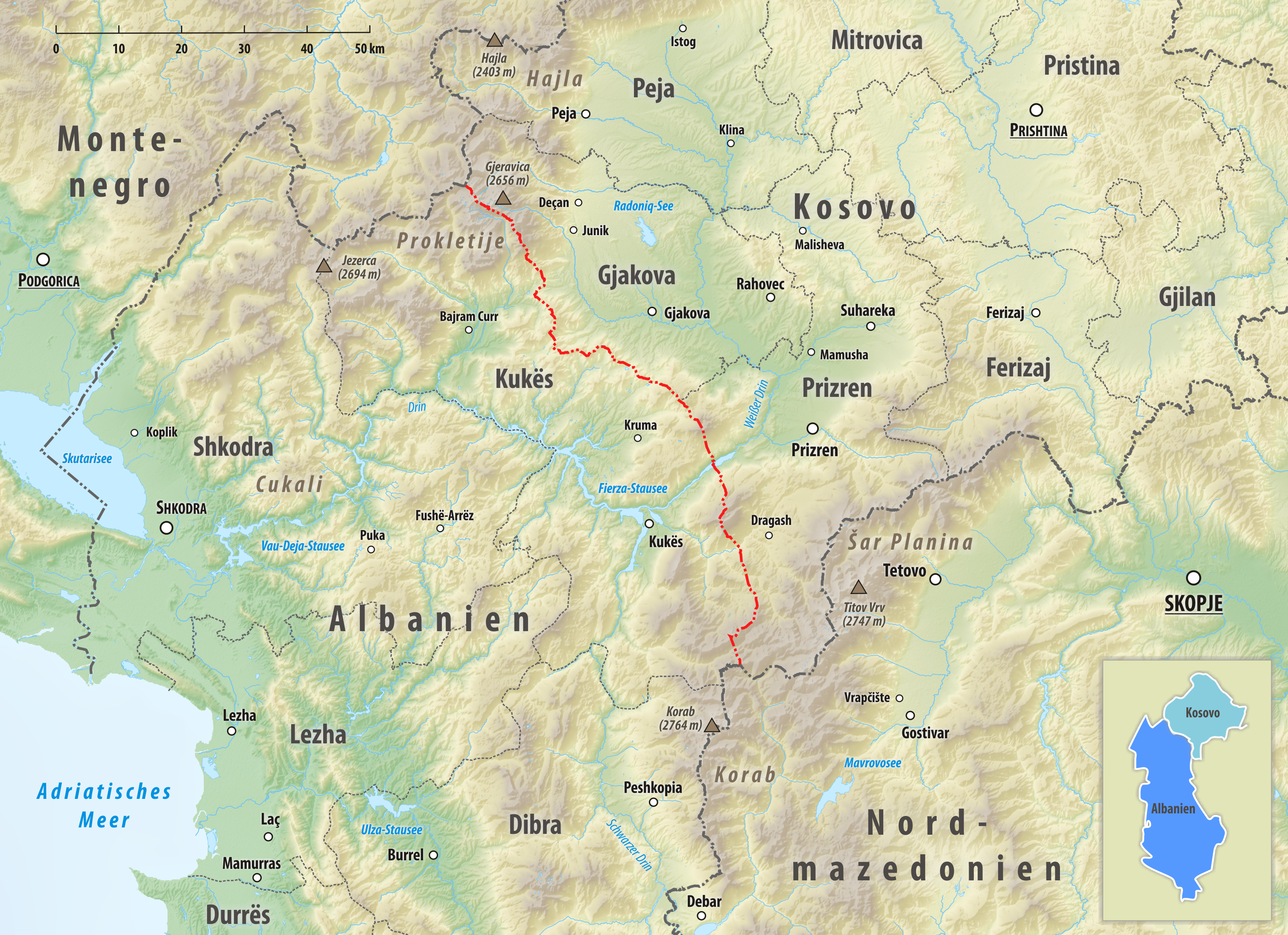
Grenzverlauf zwischen Albanien und dem Kosovo

Die Grenze zwischen Albanien und dem Kosovo trennt das Staatsgebiet der Republik Albanien von demjenigen der Republik Kosovo. Sie hat eine Länge von 112 Kilometern. Lange Zeit bildete sie den Mittelteil der Grenze zwischen Jugoslawien und Albanien. 2008 erklärte sich Kosovo als unabhängig – die Unabhängigkeit wird international jedoch nicht allgemein anerkannt.

## Verlauf
Die Grenze beginnt am Dreiländereck mit Montenegro auf der Tromeđa (auch Tromedja, albanisch Trekufiri; kyrillisch Тромеђа) im Herzen des Massivs der Bjeshkët e Namuna e Kosovës oder Bogićevica im Prokletije. Von dort verläuft sie nach Südsüdosten, wenig westlich des dominierenden Berges Gjeravica (2656 m. i. J.) vorbei, über den Pass Qafa e Morinës (563 m ü. A.) östlich des albanischen Dorfes Tropoja. Sie biegt dann nach Osten ab und führt durch das Bergland von Has und über den Pass Qafa e Prushit (mit Straßengrenzübergang nach Gjakova (serbisch Đakovica, Ђаковица) im Kosovo). Sie wendet sich nach Südosten über den Berg Pashtrik (1988 m ü. A.) und fällt in das Tal des Weißen Drin ab, der hier zum Fierzasee gestaut ist. Am Südufer befindet sich der Grenzübergang Morina/Vërmica, der wichtigste Grenzübergang zwischen den beiden Ländern, wo die albanische Autobahn A1 von Kukës mit der kosovarischen Autostrada R 7 von Prizren zusammentrifft. In ihrem weiteren Verlauf nach Süden überquert die Grenze den Berg Koritnik (2393 m. i. J.) und teilt anschließend die Region Gora, Heimat der Goranen. In der abgeschiedenen Bergregion quert sie zwei Flusstäler (Përroi i Orgjostit/Plavska Reka und Përroi i Borjës, Quellflüsse der Luma). Anschließend passiert sie Shishtavec östlich und im Süden, steigt zum Kallabak (2171 m ü. A.) hoch, quert das Tal des Përroi i Rekës, passiert weitere Zweitausender und endet schließlich am Berg Maja Kësula e Priftit (2093 m ü. A.) am Übergang von Korabgebirge und Šar Planina, wo sie am Dreiländerpunkt mit Nordmazedonien auf die Grenze zwischen Albanien und Nordmazedonien trifft.
Höchster Punkt der Grenze, die über weite Strecken im Hochgebirge verläuft, ist die Maja e Gusanit (2538 m ü. A.) rund zwei Kilometer südwestlich der Gjeravica. Der tiefste Punkt ist der Fierza-Stausee mit einem Stauziel von 295 m ü. A.

## Gemeinden an der Staatsgrenze (von Nord nach Süd)

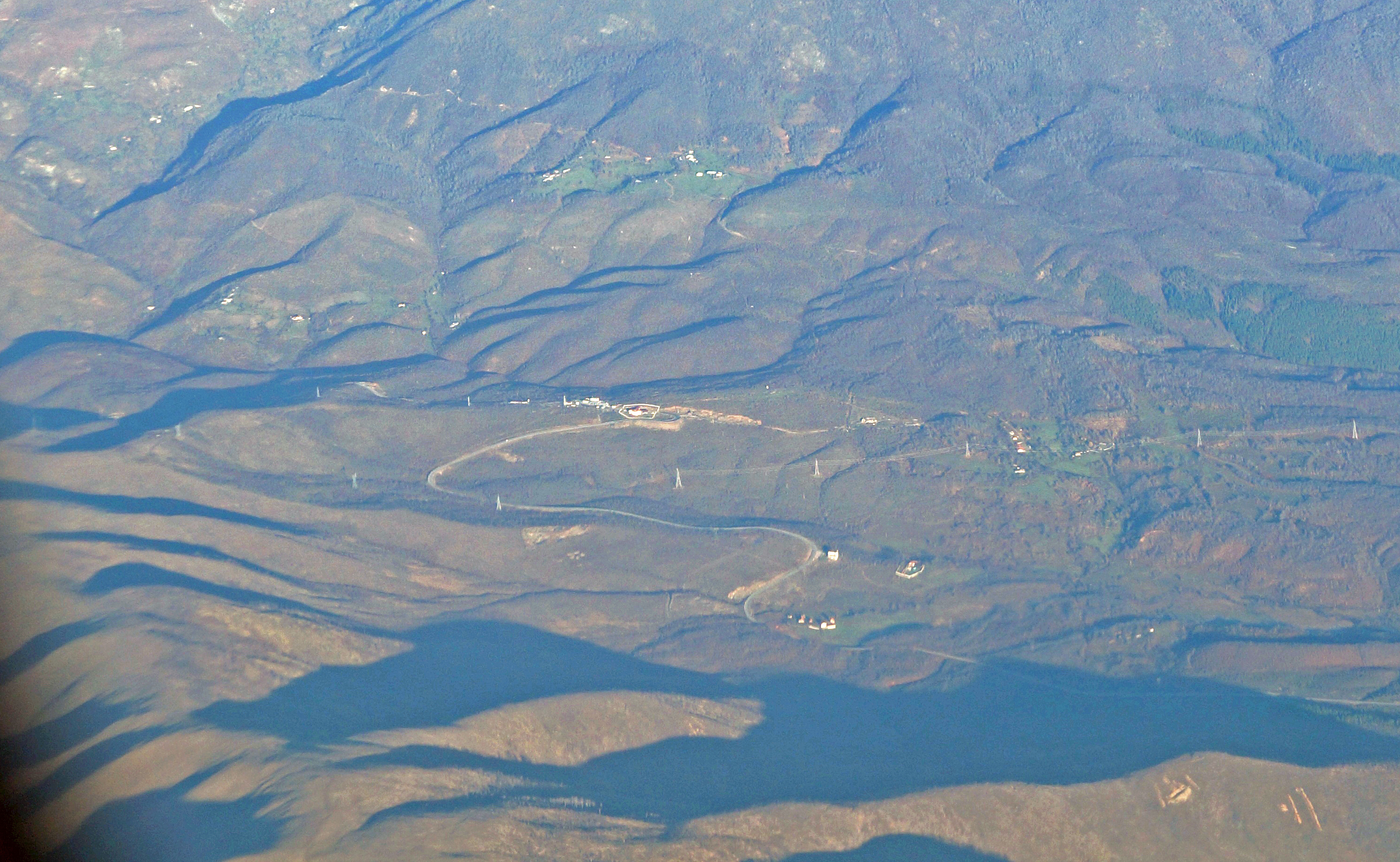
Grenzregion am Qafa e Morinës im Winter, Kosovo im Bild vorne

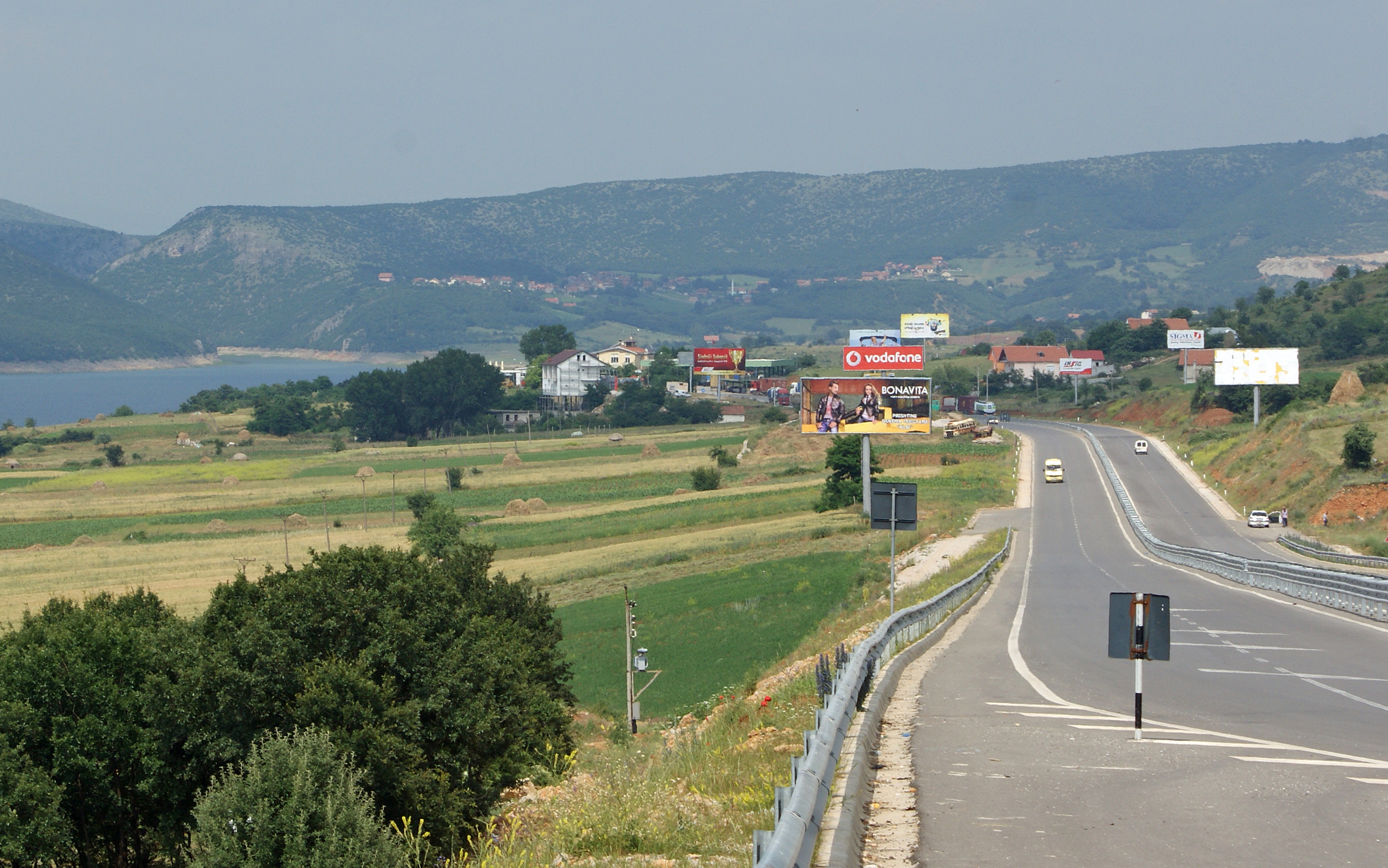
Albanische Autostrada A1 bei Morina

| ALBANIEN       | ALBANIEN | ALBANIEN         |                     | KOSOVO   | KOSOVO              | KOSOVO  |
| Qark (Region)  | Gemeinde | Grenz- übertritt | Grenz- übertritt    | Gemeinde | Bezirk              |         |
| -------------- | -------- | ---------------- | ------------------- | -------- | ------------------- | ------- |
| Montenegro     |          |                  |                     |          |                     |         |
| Kukës          | Tropoja  |                  | P r o k l e t i j e |          | Junik               | Gjakova |
| Kukës          | Tropoja  | Gjakova          | P r o k l e t i j e |          |                     | Gjakova |
| Kukës          | Has      |                  | P r o k l e t i j e |          |                     | Gjakova |
| Kukës          |          | Prizren          | P r o k l e t i j e | Prizren  |                     |         |
| Kukës          | Kukës    | Prizren          |                     | Prizren  | S a r P l a n i n a |         |
| Kukës          | Kukës    | Dragash          |                     | Prizren  | S a r P l a n i n a |         |
| Nordmazedonien |          |                  |                     |          |                     |         |

## Grenzübergänge und Grenzübertritt

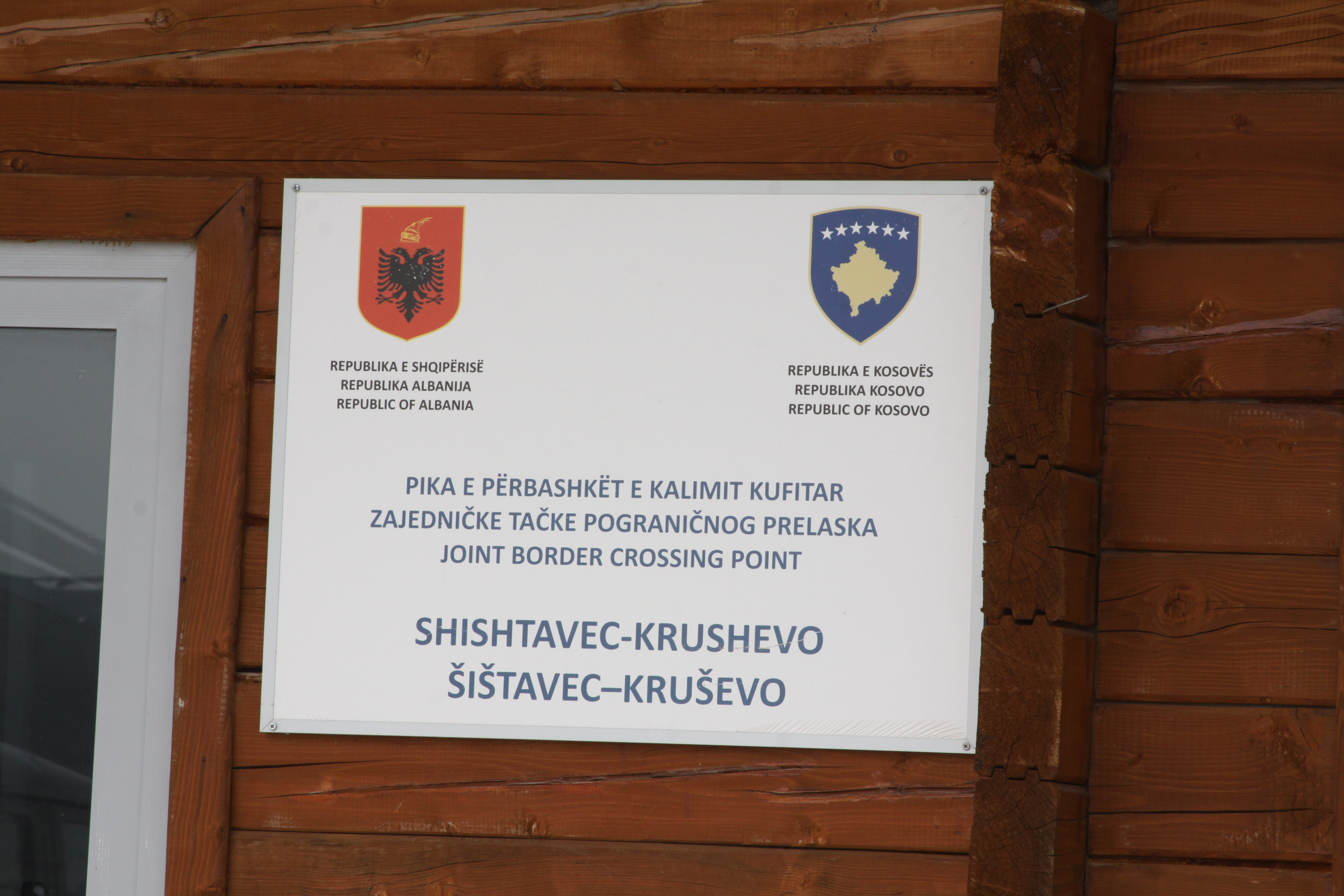
Gemeinsam betriebener Grenzübergang Shishtavec–Krusheva

Zwischen den beiden Staaten bestehen die folgenden Grenzübergänge:
- Qafa e Morinës zwischen Tropoja (Gemeinde Tropoja) und Morina (Gemeinde Gjakova)
- Qafa e Prushit zwischen Kruma (Gemeinde Has) und Gjakova
- Dobruna/Blinishta in den Bergen südöstlich von Qafa e Prushit
- Morina/Vërmica zwischen Morina (Gemeinde Kukës) und Vërmica (Gemeinde Prizren)
- Orgjast/Orçusha zwischen Orgjast (Gemeinde Kukës) und Orçusha (Gemeinde Dragash) – nur unmotorisierter Lokalverkehr
- Borja/Glloboçica zwischen Borja (Gemeinde Kukës) und Glloboçica (Gemeinde Dragash) – nur Lokalverkehr
- Shishtavec/Krusheva zwischen Shishtavec (Gemeinde Kukës) und Krusheva (Gemeinde Dragash) – nur Lokalverkehr

Der Grenzübergang Morina/Vërmica wird von den Polizei- und Zollbehörden der beiden Länder gemeinsam betrieben.
Für Einheimische besteht seit 2024 die Möglichkeit eines freien Grenzverkehrs innerhalb eines Streifens von 30 Kilometern beidseits der Grenze. Sie können die Grenze auch außerhalb der offiziellen Grenzübergänge an markierten Stellen queren.
Wanderer, die zum Beispiel auf dem Fernwanderweg Peaks of the Balkans unterwegs sind, können die Grenze im Gebirge nach elektronischer Beantragung einer Bewilligung auch außerhalb der offiziellen Grenzübergänge überschreiten.

## Geschichte
Die Grenze geht auf die jugoslawische Grenze zwischen Serbien (Autonome Provinz Kosovo und Metochien) und Albanien zurück, die nach den Balkankriegen 1913/14 festgelegt wurde.
Nach dem Zweiten Weltkrieg war die Grenze zwischen Kosovo und Albanien fast durchgehend geschlossen. Während des Kosovokriegs im Jahr 1999 kam es zu zahlreichen Grenzverletzungen durch die Jugoslawische Volksarmee, die UÇK-Kämpfer in ihrem Rückzugsgebiet beschossen. Der Grenzort Morina erlangte durch die eintreffenden Flüchtlingsströme internationale Bekanntheit.
Im Jahr 2008 löste sich der Kosovo von Serbien. Die Abspaltung des Kosovo ist bisher von Serbien nicht und von den übrigen Staaten nur teilweise anerkannt worden.